# Auriac-Lagast
Auriac-Lagast település Franciaországban, Aveyron megyében. Lakosainak száma 229 fő (2022. január 1.). Auriac-Lagast Alrance, Arvieu, Cassagnes-Bégonhès, Durenque, Salmiech és La Selve községekkel határos.

## Népesség
A település népessége az elmúlt években az alábbi módon változott:
| Lakosok száma | 524  | 385  | 315  | 265  | 233  | 231  | 229  | 228  | 229  | 229  |
|               | 1968 | 1982 | 1990 | 2006 | 2013 | 2015 | 2017 | 2019 | 2020 | 2022 |